# John Aird
Sir John Aird, född 3 december 1833, död 6 januari 1911, var en baronet och engelsk ingenjör. Han ledde som chef för en av Englands största entreprenadfirmor, Aird & C:o, uppförandet av Nildammen vid Assuan.